# Антуан III де Грамон
Антуан III де Грамон (фр. Antoine III de Gramont; 1604 — 12 липня 1678) — державний та військовий діяч, дипломат Французького королівства, маршал, 2-й герцог Грамон, автор мемуарів «Mémoires du maréchal de Gramont», що охоплюють 1604—1659 роки (опубліковано 1716 року).

## Життєпис
Походив з беарнського шляхетського роду де Грамон. Син Антуана II де Грамона, 1-го герцога Грамон, та Луїзи де Роклер. Народився 1604 року в замку Агемо.
Був відомий своїми любовними пригодами та численними дуелями. Розпочав військову службу в 16 років. В 1620—1622 роках брав участь у військових кампаніях проти гугенотів, відзначився під час облоги Монпельє. Потім внаслідок порушення заборони на герць вимушений був залишити Францію. Перебрався до Австрії, де долучився до імперського війська під орудою Йоганна Церкласа Тіллі. 1627 року вступив на службу до Карла I Гонзаго, герцога Мантуанського, отримавши звання генерал-лейтенанта. Брав участь у війні за мантуанську спадщину.
1630 року тривалий час обороняв Мантую від іспанських військ, але зрештою вимушений був здатися. Звільнився 1631 року. 1633 року повернувся до Франції. 1634 року оженився з небогою кардинала Рішельє, що сприяло його кар'єрі. 1637 року отримав посаду державного радника. 1638 року стає генерал-лейтенантом Нормандії та комендантом Руанської фортеці. 1639 року був призначений командиром гвардійського піхотного полку. Невдовзі стає генерал-лейтенантом Пікардії.
1641 року стає спочатку генерал-лейтенантом, а у вересні того ж року — маршалом Франції. Стає близьким другом кардинала Мазаріні, а після смерті Рішельє — його конфідентом. 1642 року зазнав поразки біля Оннекура від іспанців. 1643 року разом з кардиналом Мазаріні брав участь у розкритті «Змови Зарозумілих» на чолі із герцогом Франсуа де Бофором.
Спрямований на допомогу Сегадорському повстанню в Каталонії. 1644 року помер батько. 1647 року завдав поразки іспанцям, зайнявши Таррагону.
1648 року стає губернатором Беарна і Наварри. Того ж року стає 2-м герцогом Грамон. 1649 року з початком Фронди залишився на боці королівського двору. Боровся проти фрондерів. 1653 року призначено державним міністром. 1657 року був посланцем на рейхстаг Священної Римської імперії у Франкфурті-на-Майні. 1659 року брав участь у розробці умов Піренейського миру з Іспанією, опікувався влаштуванням шлюбу короля Людовика XIV з Марією Терезією Габсбург (представляв короля на весілля в Мадриді 1660 року).
1661 року був призначений генерал-полковником королівської гвардії (до 1671 року). 1663 року стає пером Франції. 1667 року брав участь у Деволіційній війни проти Іспанії. В подальшому мешкав у Беарні. Помер 1678 року в Баойнні.

## Родина
Дружина — Франсуаза-Маргарита дю Плессі-Хів'є.
Діти:
- Арман (1637—1673), граф де Гіше
- Катерина Шарлотта (1639—1678), дружина Людовика I, князя Монако
- Антуан-Шарль (1641—1720), 3-й герцог Грамон
- Генріетта Катерина